# Super Zipi y Zape
Super Zipi y Zape fue una revista juvenil editada por Bruguera entre 1972 y 1983 y por Ediciones B entre 1987 y 1994.

## Primera época: 1972-1983
Super Zipi y Zape fue el tercer tebeo de Bruguera que recurría al prefijo "super" tras Super Pulgarcito (1970) y Super Mortadelo (1972) y antes de Super Tío Vivo (05/1972), Super DDT (1973) o Super Sacarino (1975).
 Como ellos, aparecía inicialmente cada cinco semanas, pasando posteriormente a mensual y triplicando su precio.
Dirigida por Mercedes Blanco Abelaira, constituía una versión más extensa de la revista Zipi y Zape, sin apenas series nuevas:
| Período | Números | Título                                                 | Autoría      | Comentario |
| ------- | ------- | ------------------------------------------------------ | ------------ | ---------- |
|         |         | Zipi y Zape                                            | Escobar      |            |
|         |         | Barón, el gato pardo, y el mayordomo Abelardo (Mowser) | Reg Parlett  | I. P. C.   |
|         |         | Robín Robot                                            | José Sanchis |            |
|         |         | El capitán Serafín y su grumete Diabolín               | Segura       |            |
|         |         | Patrulla atómica                                       | José Morante |            |
|         |         | La panda "pop"                                         | Segura       |            |
|         |         | Guillermito y su voraz apetito (Billy Bunter)          | Reg Parlett  | I. P. C.   |
|         |         | Linotipio                                              | Pineda Bono  |            |
|         |         | Tía Dulcinea                                           | Brian Walker | I. P. C.   |
|         |         | Alí, el genio de la lámpara                            | Sifre        |            |
|         |         | Facundo da la vuelta al mundo                          | Gosset       |            |
|         |         | La señorita Ana                                        | Galileo      |            |
|         |         | Galopo y Vendaval                                      | Gabi         |            |
|         |         | Toby                                                   | Escobar      |            |

## Segunda época: 1987-1994
| Período   | Números          | Título                           | Autoría           | Comentario |
| --------- | ---------------- | -------------------------------- | ----------------- | --- |
| 1987      | 65               | Bip Bip, bebé interplanetario    | Vázquez           | |
| 1989-1994 |                  | Zipi y Zape                      | Escobar           | |
| 1989-1994 |                  | Nuria y su familia               | Picanyol          | |
| 1989-1994 |                  | Roquita y Roco                   | Gosset            | |
| 1989-1994 |                  | Angel                            | Jaume Rovira      | |
| 1989-1994 |                  | Montse, la amiga de los animales | Enrich            | |
| 1989-1994 |                  | Nico y Tina Pelaez               | Joan March        | |
| 1989-1994 |                  | Deliranta Rococó                 | Martz Schmidt     | |
| 1993-1994 | 134-140, 142-144 | Los Xunguis                      | Juan Carlos Ramis | Historietas autoconclusivas de una página en las que sólo dibujaba él. En la revista Zipi y Zape Extra se publicaron las historietas largas dibujadas por Joaquín Cera y escritas y coloreadas por Ramis |
| 1993-1994 |                  | El noticiario de Zipi y Zape     | Juan Carlos Ramis | Zipi y Zape como reporteros in situ de noticias inverosímiles. A 2 páginas. |